# Ларраури, Оскар
О́скар Рубе́н Ларрау́ри (исп. Oscar Rubén Larrauri; род. 19 августа 1954, Гранадеро-Байгоррия, Аргентина) — аргентинский автогонщик, участник чемпионата мира по автогонкам в классе Формула-1. Чемпион Европы Формулы-3 1982 года.

## Биография
Родился 19 августа 1954 года в Гранадеро-Байгоррии, Аргентина.
В 1979—1981 годах выступал в аргентинской Формуле-3. В 1981 году перешёл в европейский чемпионат Формулы-3, где в том же году одержал одну победу на этапе в Нюрбургринге. На следующий год выиграл европейский чемпионат Формулы-3, одержав победы в семи гонках.
В 1984 году выступал в Формуле-2, после чего перешёл в гонки спортивных автомобилей, выиграл гонку в Хересе, выступая за команду Вальтера Бруна. В 1986 году в её составе занял 2-е место в Ле-Мане на Porsche 962C.
Когда команда Бруна в 1988 году дебютировала в Формуле-1, вместе с ней в королевский класс гонок перешёл и Ларраури. За два года он не набрал очков, всего семь раз пробился на старт и дважды добрался до финиша.
После ухода из гонок формул Ларраури сконцентрировался на выступлениях в гонках кузовных автомобилей, наибольших успехов он достиг в 1997—2000 годах, когда ему удалось трижды выиграть южноамериканский чемпионат по автогонкам в классе «Туринг».

## Результаты выступлений в Формуле-1
| Легенда к таблице |                                                                    |
| --- | ------------------------------------------------------------------ |
| В таблице перечислены результаты всех Гран-при Формулы-1, в которых принимал участие гонщик. Строками таблицы являются сезоны, столбцами — этапы чемпионата мира. В каждой клетке указаны сокращённое название этапа и результат, дополнительно обозначенный цветом. Расшифровка обозначений и цветов представлена в нижеследующей таблице. |                                                                    |
| \| Пример \| Описание \| \| ------------ \| ------------------------------------------------------------------ \| \| 1 \| Победитель \| \| 2 \| Второе место \| \| 3 \| Третье место \| \| 5 \| Финишировал, заработав очки \| \| Сход \| Не финишировал, но при этом заработал очки \| \| 12 \| Финишировал, не получив очков \| \| НКЛ \| Финишировал, но не попал в финальную классификацию \| \| 15 \| Участвовал вне зачёта, либо по отдельной классификации \| \| 18 \| Не финишировал, но попал в финальную классификацию \| \| Сход \| Не финишировал \| \| НКВ \| Не прошёл квалификацию \| \| НПКВ \| Не прошёл предквалификацию \| \| ДСК \| Дисквалифицирован \| \| ИСК \| Исключён из протокола соревнований \| \| ТТ \| Заявлен для участия только в тренировках \| \| НС \| Участвовал в квалификации, но не стартовал в гонке \| \| Т \| Травмирован или болен \| \| ОТК \| Отказ от участия \| \| НТР \| Прибыл на соревнования, но на трассу не выезжал \| \| НПР \| Был заявлен в числе участников, но не прибыл к началу соревнований \| \| О \| Соревнования отменены \| \| \| Не участвовал \| \| Поул-позиция \| \| \| Быстрый круг \| \| |                                                                    |
| Пример | Описание                                                           |
| 1 | Победитель                                                         |
| 2 | Второе место                                                       |
| 3 | Третье место                                                       |
| 5 | Финишировал, заработав очки                                        |
| Сход | Не финишировал, но при этом заработал очки                         |
| 12 | Финишировал, не получив очков                                      |
| НКЛ | Финишировал, но не попал в финальную классификацию                 |
| 15 | Участвовал вне зачёта, либо по отдельной классификации             |
| 18 | Не финишировал, но попал в финальную классификацию                 |
| Сход | Не финишировал                                                     |
| НКВ | Не прошёл квалификацию                                             |
| НПКВ | Не прошёл предквалификацию                                         |
| ДСК | Дисквалифицирован                                                  |
| ИСК | Исключён из протокола соревнований                                 |
| ТТ | Заявлен для участия только в тренировках                           |
| НС | Участвовал в квалификации, но не стартовал в гонке                 |
| Т | Травмирован или болен                                              |
| ОТК | Отказ от участия                                                   |
| НТР | Прибыл на соревнования, но на трассу не выезжал                    |
| НПР | Был заявлен в числе участников, но не прибыл к началу соревнований |
| О | Соревнования отменены                                              |
| | Не участвовал                                                      |
| Поул-позиция |                                                                    |
| Быстрый круг |                                                                    |

| Сезон | Команда  | Шасси          | Двигатель | Ш | 1      | 2       | 3        | 4      | 5        | 6        | 7        | 8       | 9      | 10      | 11       | 12       | 13       | 14       | 15       | 16       | Место | Очки |
| ----- | -------- | -------------- | --------- | - | ------ | ------- | -------- | ------ | -------- | -------- | -------- | ------- | ------ | ------- | -------- | -------- | -------- | -------- | -------- | -------- | ----- | ---- |
| 1988  | EuroBrun | EuroBrun ER188 | Cosworth  | G | БРА НС | САН НКВ | МОН Сход | МЕК 13 | КАН Сход | ДЕТ Сход | ФРА Сход | ВЕЛ НКВ | ГЕР 16 | ВЕН НКВ | БЕЛ НПКВ | ИТА НПКВ | ПОР НПКВ | ИСП НКВ  | ЯПО НКВ  | АВС Сход | -     | 0    |
| 1989  | EuroBrun | EuroBrun ER189 | Cosworth  | P | БРА    | САН     | МОН      | МЕК    | США      | КАН      | ФРА      | ВЕЛ     | ГЕР    | ВЕН     | БЕЛ      | ИТА НПКВ | ПОР НПКВ | ИСП НПКВ | ЯПО НПКВ | АВС НПКВ | -     | 0    |